# Vakıfbank
Vakıfbank, av banken skrivet VakıfBank, är en bank med högkvarter i Ümraniye, Istanbul, Turkiet. Banken grundades 1954. De största ägarna är turkiska finansdepartementet, bankens egen pensionsfond och Turkiets statliga investeringsfond (Türkiye Varlık Fonu/Turkey Wealth Fund).